# Sabrina Thompson
Sabrina Nicole Thompson (Roosevelt, 9 de abril de 1985) es una ingeniera aeroespacial estadounidense. Como analista principal de dinámica de vuelo en el Centro de Vuelo Espacial Goddard de la NASA, Thompson ha desarrollado órbitas y trayectorias para varias misiones y conceptos de misión de la NASA. Fundó una marca de moda, llamada Girl in Space Club, que obtuvo cobertura de prensa en 2022 sobre sus proyectos para desarrollar trajes de vuelo y trajes espaciales para mujeres astronautas.

## Primeros años y educación
Sabrina Nicole Thompson nació el 9 de abril de 1985 en Roosevelt, Nueva York. Thompson se crio en Roosevelt y asistió a las Escuelas Públicas de Roosevelt desde el jardín de infantes hasta la escuela secundaria. Su madre era enfermera y su padre era conductor de autobús chárter; recuerda que sus padres y su abuela le inspiraron una actitud de «o puedo hacer cualquier cosa»durante su crecimiento. Thompson, jugadora del equipo universitario de baloncesto femenino de la escuela secundaria, admiraba a las atletas Cynthia Cooper, Teresa Edwards y Teresa Weatherspoon y deseaba convertirse en artista o jugadora de baloncesto cuando fuera mayor. No supo qué eran los ingenieros hasta su último año de secundaria.  Más tarde, comentó que aunque su distrito escolar «no tenía los recursos como las otras escuelas en Long Island, aprendí mucho. Mis maestros hacían todo lo posible para conseguir que trabajara más duro sólo para prepararme y ayudarme». Al final de la escuela secundaria, Thompson decidió estudiar ingeniería en la universidad, después de que su profesora de arte le recomendó estudiar la materia ya que sobresalía en matemáticas y ciencias.
Thompson se graduó de la escuela secundaria como co-valedictorian de su clase en 2003 y decidió asistir a la Universidad Estatal de Nueva York en Stony Brook para estudiar ingeniería mecánica. Durante sus estudios universitarios de 2003 a 2007, completó pasantías de verano en American Honda Motor Co., el Laboratorio Nacional de Brookhaven y una empresa local de diseño de productos. De 2007 a 2009, asistió al Instituto Tecnológico de Georgia para obtener una maestría en ingeniería aeroespacial, y durante este tiempo realizó una pasantía en el centro de investigación Glenn de la NASA en Ohio.

## Carrera
En 2010, Thompson fue contratado como ingeniero de seguridad en el Centro de Vuelo Espacial Goddard de la NASA, en Greenbelt, Maryland, y trabajó en la División de Salud y Seguridad Ocupacional de la instalación. Conoció por primera vez a su mentor Piers Sellers, un meteorólogo y astronauta de la NASA, durante un programa de desarrollo de liderazgo en el Goddard de la NASA, y él más tarde la inspiraría a estudiar física atmosférica. Más tarde se trasladó a la Rama de Diseño de Misiones y Navegación en NASA Goddard y trabajó como ingeniera de Diseño de Misiones y Navegación. En este puesto, trabajó en trayectorias, análisis de órbitas y diseño de misiones para vuelos espaciales utilizando CubeSats; investigación y desarrollo sobre el uso de CubeSats para misiones en el espacio profundo; y dinámica de vuelo de satélites en la Misión Magnetosférica Multiescala. Posteriormente obtuvo un segundo título de posgrado de la Universidad de Maryland, condado de Baltimore (UMBC), y realizó un doctorado en física atmosférica en la institución desde 2017.
Con el profesor de la UMBC, Vanderlei Martins, Thompson trabajó en el CubeSat con polarímetro arcoíris hiperangular (HARP) que se lanzó desde la Estación Espacial Internacional en 2020. HARP2, una copia de HARP con instrumentación actualizada, se lanzará en el satélite Plankton, Aerosol, Cloud, Ocean Ecosystem (PACE) de la NASA  a más tardar en diciembre de 2023. En 2021 y 2022, se informó que Thompson estaba desarrollando «enjambres» de pequeños satélites que pueden comunicarse entre sí y obtener datos sobre patrones climáticos en distintos momentos y puntos de observación.
Thompson ha hablado con estudiantes de instituciones educativas con motivo del Mes de la Historia Negra y la Semana de los Ingenieros, ha sido reclutada para su empleador en universidades y ha hablado en eventos cuyo objetivo es educar a los jóvenes sobre los campos de la ciencia, tecnología, ingeniería y matemáticas (CTIM). Fue vicepresidenta del Capítulo Espacial Greenbelt local de la Sociedad Nacional de Ingenieros Negros en sus primeros años en el Goddard de la NASA.

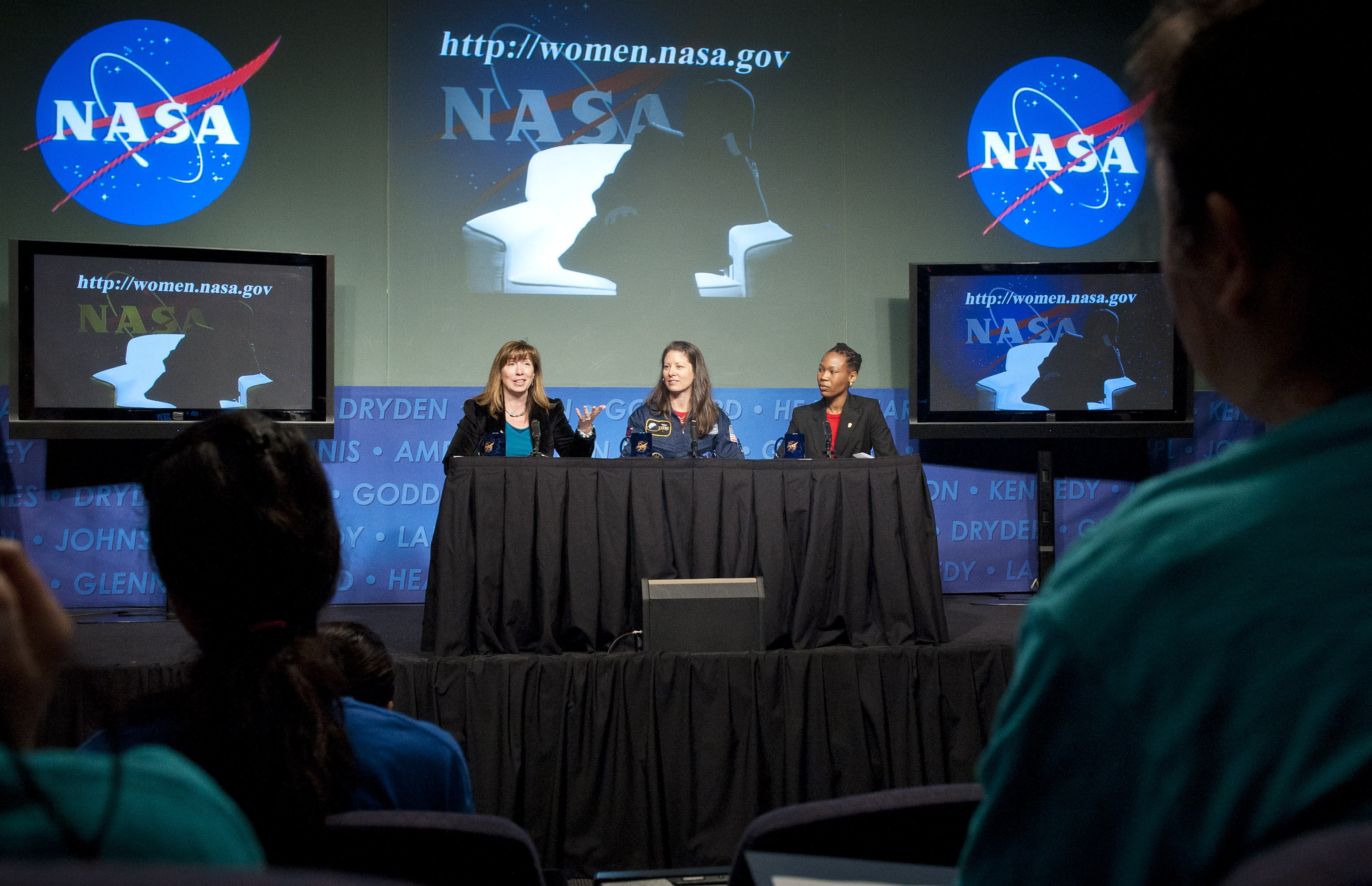
La administradora adjunta de la NASA, Lori Garver (a la izquierda en la mesa), la astronauta Tracy Caldwell Dyson (centro) y Sabrina Thompson hablando en la sede de la NASA para el mes de la historia de la mujer, 2011.

Thompson le dijo a Women's Wear Daily en 2022 que había postulado para el programa de astronautas de la NASA dos veces, incluida una en 2020, y que planea volver a postularse en 2024.
El estudio de juegos Neon, fundado en 2020, trabajó con Thompson para verificar la precisión del lenguaje técnico utilizado en su juego blockchain Shrapnel.

## Girl in Space Club
En 2018, Thompson creó una marca de ropa urbana directa al consumidor llamada Girl in Space Club. Fundó la marca de moda con el objetivo de hacer que CTIM fuera «divertido y moderno», ya que sentía que «la artista dentro de mí estaba internamente muerta de hambre» a pesar de estar satisfecha con su carrera. La marca comenzó a ser rentable en 2020 a través de ventas en Internet y pop-up y sus productos en 2022 incluyeron chaquetas de jean, camisetas y estampados digitales.
En 2022, Women's Wear Daily y CNBC presentaron sus proyectos para diseñar un traje de vuelo y un traje espacial presurizado para mujeres astronautas. Ese año, Thompson dijo que el traje espacial estaba en la «fase de investigación y diseño» y que estaba en las «primeras etapas» de reunirse con colaboradores y buscar inversores y subvenciones para financiación. Ella planea poner el traje de vuelo a la venta por $600.
Thompson planea crear una rama sin fines de lucro de Girl in Space Club para orientar a niñas de secundaria interesadas en los campos STEM utilizando el arte y la moda.